# Millo Simulov
Millo Simulov (n. 31 mai 1979, Arad) este un regizor de film, scenarist și producător, realizatorul primului film interactiv din România, Kiddo, în anul 2012..

## Biografie
S-a născut și a crescut în Arad, unde a urmat studiile primare și gimnaziale. Studiile liceale le-a făcut la Grupul Școlar de Gospodărirea Apelor din Arad. Este licențiat al Facultății de Electronică și Telecomunicații a Universității Politehnica Timișoara, din anul 2001. A absolvit Facultatea de Arte și Design a Universității de Vest din Timișoara în anul 2006 și secția de Regie de Film și TV la Universitatea Națională de Artă Teatrală și Cinematografică „Ion Luca Caragiale” din București, unde a absolvit și studiile de master în anul 2012. 
În anul 2011, a realizat scurtmetrajul Hello Kitty, declarând că este „primul său film, producțiile anterioare fiind simple exerciții formative”.  Filmul prezintă drumul unui grup de tineri de la Arad către mare și, deși începe ca o comedie, se încheie într-o notă tragică.  Cu „o imagine cum rar se vede în filmul românesc”, Hello Kitty a câștigat în 2012 premiul cel mare în cadrul Festivalului de Film Piatra, fiind desemnat cel mai bun scurtmetraj de ficțiune.  De asemenea, a obținut Premiul publicului în cadrul Festivalului de Film Internațional NeXt 2012  și a fost nominalizat la Premiile Gopo 2012, la categoriile „cel mai bun scurtmetraj” și „premiul pentru Tânăra Speranță”.  Pe plan internațional, scurtmetrajul a fost premiat în cadrul Festivalului de Film Zubroffka 2012, din Polonia, și a obținut premiul pentru cel mai bun film de ficțiune în cadrul celei de-a XI-a ediții a Beginning Film Festival, desfășurat în Sankt Petersburg. 
În anul 2012, a realizat prima producție cinematografică interactivă din România, Kiddo, ce oferă publicului șansa de a alege destinul personajelor. Filmul prezintă povestea unei tinere dintr-o categorie socială defavorizată și încercarea acesteia de a-și demonstra talentul în lumea boxului, în ciuda piedicilor ridicate de lipsa banilor sau de tatăl ei alcoolic.  Filmul se oprește în anumite momente-cheie, iar publicul alege una dintre variantele de continuare a poveștii. Turnată la Arad, producția a fost prezentată la Festivalul Internațional de Film de la Cannes 2012, iar după prima vizionare, publicul a solicitat o a doua seară de proiecție a peliculei. 

## Filmografie[12]

### Regie și scenariu
- Escape - film 360, 2017
- New Dakia - scurtmetraj, 2017

- Kiddo -  film interactiv, 2012
- Hello Kitty - scurtmetraj, 2011
- Fumatul poate să ucidă - scurtmetraj, 2010
- Piticul tricolor și ciuperca fermentată - scurtmetraj, 2010
- Cireșul de mai - scurtmetraj, 2009
- Luminița - scurtmetraj, 2009
- Penalty  - scurtmetraj, 2009
- Și dacă... - scurtmetraj, 2009
- Five o'clock - scurtmetraj, 2008
- Mulțumesc - scurtmetraj, 2008

### Regie
- Tutunul nu daunează grav sănătății - scurtmetraj, 2008

### Producție
- Kiddo - mediu-metraj, 2012